# 청파초등학교
청파초등학교는 대한민국 충청남도 보령시에 있는 공립 초등학교이다.

## 학교 연혁
- 1963. 3. 1.	청룡국민학교 해수욕장 분실로 개교
- 1969. 3. 1.	청파국민학교 인가
- 1969. 10. 10.	청파국민학교 승격 개교
- 1992. 3. 1.	호도분교장, 녹도분교장 분교장 편입
- 1996. 3. 1.	청파초등학교로 개칭
- 2006. 2. 28.	녹도분교장 폐지
- 2011. 3. 1.	호도분교장 병설유치원 개원

## 참고 자료
- 청파초등학교 - 한국교육학술정보원 학교알리미